# Ilghazi ibn Artuq
Najm al-Dīn Īlghāzī ibn Artuq (... – Diyarbakır, 8 novembre 1122) è stato un condottiero turco della famiglia degli Artuqidi al servizio dei Selgiuchidi; fu governatore di Mardin dal 1107 al 1122 e atabeg di Aleppo dal 1118 al 1122.

## Biografia
Suo padre Artuq, il fondatore della dinastia degli Artuqidi, fu nominato governatore di Gerusalemme dall'emiro selgiuchide Tutush. 
Quando Artuq morì, Īlghāzī e suo fratello Soqmān gli succedettero come governatori di Gerusalemme.
Dopo la morte di Tutush, i figli di questi, Duqāq e Ridwān, iniziarono a combattersi per il controllo della Siria e, nel 1096, Īlghāzī si alleò con Duqāq di Damasco e Yaghisiyan di Antiochia contro Ridwan di Aleppo.

Īlghāzī e Duqāq alla fine entrarono in contrasto e Īlghāzī fu imprigionato, il che permise a suo fratello Soqmān di impadronirsi di Gerusalemme, ma Īlghāzī riprese la città quando fu rilasciato e la tenne fino al 1098, quando essa fu momentaneamente conquistata dal visir fatimide d'Egitto al-Afdal Shahanshah, che approfittò delle difficoltà dei Selgiuchidi, alle prese con la prima Crociata che assediava Antiochia.

In seguito Īlghāzī cercò di crearsi uno spazio nella Jazīra, dove si erano stabiliti anche i suoi fratelli. 
Entrò quindi al servizio del sultano selgiuchide Mahmūd I, che gli assegnò Helwan e lo nominò shiḥna di Baghdad, un ufficio di governatorato militare e di rappresentanza del Sultano presso il Califfo. 
Īlghāzī fu dimesso dalla carica di Shiḥna nel 1104 e, dopo la morte di Soqmān quello stesso anno, divenne il capo della famiglia degli Artuqidi suscitando l'opposizione del figlio di Soqmān, Ibrāhīm, al quale nel 1108 Īlghāzī tolse Mārdīn.

Come capo degli Artuqidi, non sottoscrisse alleanze durature e spesso cambiò campo, alleandosi sia con i suoi correligionari musulmani sia con i crociati cristiani ogni volta che lo ritenne opportuno.
Nel 1106, alleato a Ridwān, emiro di Aleppo, e ad Albī ibn Arslāntāsh, signore di Sinjār, attaccò Jekermish, atabeg di Mossul; quest'ultimo si limitò a suscitare discordia tra gli alleati, che non tardarono a dividersi.
Nell'aprile 1110 aderì alla contro-Crociata di Mawdūd ibn Altūntāsh, ma il loro assedio di Edessa non ebbe successo; l'anno successivo non prese parte alla contro-Crociata, accontentandosi di mandare suo figlio Ayāz, ma partecipò a quella del 1113.
Īlghāzī si rese poi indipendente, rifiutando la sovranità del sultano selgiuchide.
Mawdûd fu assassinato a Damasco il 2 ottobre 1113 dagli Ismailiti dell'Ordine dei cosiddetti Assassini e il Grande Selgiuchide Muhammad I affidò Mossul ad Āq Sunqur Bursuqī assieme al compito di organizzare una nuova contro-Crociata. 

Nel maggio 1114, Āq Sunqur partì dunque da Mossul alla testa d'un esercito di 15.000 uomini, sottomise Īlghāzī e lo obbligò ad affidargli un contingente di soldati condotti dal figlio Ayāz. 

Āq Sunqur Bursuqī assediò inutilmente Edessa per un mese o due, in seguito entrò in contrasto con Īlghāzī e fece imprigionare Ayāz. Allora gli Artuqidi fecero fronte comune: Īlgāzī e suo nipote Balak (futuro emiro di Aleppo) attaccarono Āq Sunqur Bursuqī, lo obbligarono a ritirarsi a Mossul e catturarono Masʿūd, figlio del sultano selgiuchide.
Nel 1115 assediò Homs, ma fu catturato per breve tempo dal governatore della città Khir-Khan.

Più tardi quello stesso anno Ruggero di Antiochia, Baldovino I di Gerusalemme, Ponzio di Tripoli e Baldovino II di Edessa difesero Antiochia contro il generale selgiuchide Bursuq bin Bursuq (da non confondere con Āq Sunqur Bursuqī), con l'aiuto di Īlghāzī, Toghtigin di Damasco e Lu'lu' di Aleppo, tutti nemici di Āq Sunqur Bursuqī.

Questi due eserciti non arrivarono allo scontro, sebbene Āq Sunqur Bursuqī fosse più tardi sconfitto da Ruggero alla Battaglia di Sarmin. 
Nel 1117, l'eunuco Lūʾlūʾ, che governava Aleppo in nome dell'emiro Sultan Shah, fu assassinato. 
La città si trovò allora minacciata da Ruggero di Salerno, Reggente di Antiochia, e gli aleppini decisero di affidarsi a un emiro deciso e potente, per salvarsi dagli Ifranj, e scelsero Īlghāzī. Quest'ultimo prese possesso di Aleppo nel corso dell'estate 1118, sposò una figlia di Ridwān ed esiliò Sultān Shāh. 
Nel 1118 egli prese il controllo di Mayyāfāriqīn e pacificò il territorio circostante.
 
In 1119 Īlghāzī sconfisse e uccise Ruggero alla Battaglia dell'Ager Sanguinis; Ibn al-Qalānisī descrisse retoricamente la vittoria come 
Di fronte al suo esercito caddero le città di Atharib, Zerdana, Sarmin, Maʿarrat al-Nuʿmān e Kafr Tab, precedentemente controllate da Antiochia.
"Tuttavia Īlghāzī non seppe approfittare pienamente dalla sua vittoria. La sua prolungata ubriachezza privò il suo esercito della leadership e lasciò i Turkmeni liberi di ... disperdersi per cercare bottino."
Subito dopo arrivò Baldovino II (ora Baldovino II di Gerusalemme) per respingere Īlghāzī, infliggendo pesanti perdite ai turchi nel duro scontro della battaglia di Hab, il 14 agosto 1119. 
L'anno successivo Īlghāzī prese Nisibin e poi saccheggiò la Contea di Edessa prima di volgere a nord verso l'Armenia. 
Nel 1121 fece pace con i crociati e, con la gigantesca e quanto mai improbabile cifra di 250.000 - 350.000 soldati, compresi gli uomini guidati da suo genero Sadaqa e dal Sultano Malik di Ganja, invase la Georgia. 
Davide IV di Georgia lo affrontò nella battaglia di Didgori e Īlghāzī fu sconfitto. 

Secondo Matteo di Edessa furono uccisi 400.000 turchi, ma tale cifra appare esagerata e fuori dalla realtà.

Tra i vari leader, solo Īlghāzī e suo genero Dubais sfuggirono.
Nel 1122 Īlghāzī e Balak sconfissero Joscelin I di Edessa e lo presero prigioniero.
L'8 novembre 1122 Īlghāzī morì di malattia a Diyarbakır e fu sepolto a Mayyāfāriqīn (oggi Silvan).
I suoi possedimenti furono divisi tra il suo figlio maggiore Shams al-Dawla Sulaymān, che ricevette Mayyāfāriqīn, il suo secondo figlio Husam al-Din Timurtash che ricevette Mardin, suo nipote Balak ricevette Kharput e un suo altro nipote, Badr al-Dawla Sulaymān, ricevette Aleppo.
Ibn al-Qalānisī è generalmente neutro sul carattere di Īlghāzī, e descrive solo una "vergognosa abitudine" dell'emiro: 
Il cronachista antiocheno Galterius Cancellarius inizialmente fu neutrale nei confronti di Īlghāzī, fino alla Battaglia dell'Ager Sanguinis, nella quale lo stesso Galterius fu catturato; in seguito Īlghāzī ("Algazi" in latino) è descritto come un "tiranno" ed il 
Galterius sottolinea inoltre la dedizione all'alcool di Īlghāzī.

### Matrimoni e discendenza
Īlghāzī sposò prima Farkhunda Khatun, la figlia di Ridwan di Aleppo, ma in realtà non la incontrò mai e il matrimonio non fu mai consumato.
Egli sposò poi la figlia di Toghtigin di Damasco ed ebbe i seguenti figli:
- Ayaz
- Guhar Khatun, sposò Dubais
- al-Bazm
- Shams al-Dawla Sulaymān
- Safra Khatun, sposò Husam al-Din Qurti ibn Toghlan Arslan
- Yumna Khatun, sposò Sa'd al-Dawla Il-aldi di Amid Īlghāzī
- al-Sa'id Husam al-Din Timurtash

Ebbe inoltre un figlio, ʿUmar, da una concubina, e Nasr, da una schiava; un altro possibile figlio fu chiamato Kirzil.